# العلاقات الدنماركية الليبية
العلاقات الدنماركية الليبية هي العلاقات الثنائية التي تجمع بين الدنمارك وليبيا.

## مقارنة بين البلدين
هذه مقارنة عامة ومرجعية للدولتين:
| وجه المقارنة                                              | الدنمارك                                                     | ليبيا                                       |
| --------------------------------------------------------- | ------------------------------------------------------------ | ------------------------------------------- |
| المساحة (كم2)                                             | 42.92 ألف                                                    | 1.76 مليون                                  |
| عدد السكان (نسمة)                                         | 5.79 مليون                                                   | 6.37 مليون                                  |
| الكثافة السكانية (ن./كم²)                                 | 134.9                                                        | 3.62                                        |
| العاصمة                                                   | كوبنهاغن                                                     | طرابلس                                      |
| اللغة الرسمية                                             | اللغة الدنماركية                                             | اللغة العربية، اللغة العربية الفصحى الحديثة |
| العملة                                                    | كرونة دنماركية                                               | دينار ليبي                                  |
| الناتج المحلي الإجمالي (بليون دولار)                      | 324.87 مليار                                                 | 50.98 مليار                                 |
| الناتج المحلي الإجمالي (تعادل القوة الشرائية) بليون دولار | 278.61 مليار                                                 | 69.32 مليار                                 |
| الناتج المحلي الإجمالي الاسمي للفرد دولار أمريكي          | 51.99 ألف                                                    |                                             |
| الناتج المحلي الإجمالي للفرد دولار أمريكي                 | 45.54 ألف                                                    | 15.60 ألف                                   |
| مؤشر التنمية البشرية                                      | 0.900                                                        | 0.724                                       |
| رمز المكالمات الدولي                                      | +45                                                          | +218                                        |
| رمز الإنترنت                                              | .dk                                                          | .ly                                         |
| المنطقة الزمنية                                           | توقيت وسط أوروبا، ت ع م+02:00، ت ع م+01:00، أوروبا/كوبنهاجن ‏ | ت ع م+02:00، توقيت شرق أوروبا               |

## منظمات دولية مشتركة
يشترك البلدان في عضوية مجموعة من المنظمات الدولية، منها:
| علم المنظمة | اسم المنظمة                        | تاريخ انضمام الدنمارك | تاريخ انضمام ليبيا |
| ----------- | ---------------------------------- | --------------------- | ------------------ |
|             | مؤسسة التنمية الدولية              | 30 نوفمبر 1960        | 1 أغسطس 1961       |
|             | يونسكو                             | 4 نوفمبر 1946         | 27 يونيو 1953      |
|             | وكالة ضمان الاستثمار متعدد الأطراف | 12 أبريل 1988         | 5 أبريل 1993       |
|             | الأمم المتحدة                      | 24 أكتوبر 1945        | 14 ديسمبر 1955     |
|             | الاتحاد البريدي العالمي            | ?                     | ?                  |
|             | البنك الدولي للإنشاء والتعمير      | 30 نوفمبر 1960        | 17 سبتمبر 1958     |
|             | الاتحاد الدولي للاتصالات           | 1866                  | 3 فبراير 1953      |
|             | منظمة حظر الأسلحة الكيميائية       | ?                     | ?                  |
|             | مؤسسة التمويل الدولية              | 20 يوليو 1956         | 18 سبتمبر 1958     |
|             | منظمة الشرطة الجنائية الدولية      | ?                     | ?                  |
|             | البنك الإفريقي للتنمية             | ?                     | ?                  |

## وصلات خارجية
- موقع وزارة الخارجية الدنماركية
- موقع وزارة الخارجية الليبية